# Dermatobranchus tongshanensis
Dermatobranchus tongshanensis is een slakkensoort uit de familie van de Arminidae. De wetenschappelijke naam van de soort is voor het eerst geldig gepubliceerd in 1981 door Lin.